# Барр, Питер
Питер Барр (англ. Peter Barr; 20 апреля 1826, Гован, Ланаркшир — 17 сентября 1909, Лондон) — британский ботаник и садовод.

## Биография
Питер Барр родился 20 апреля 1826 года.    
Барр посвятил свою жизнь совершенствованию нарциссов. Он также работал над другими растениями — пионами. 
Питер Барр умер 17 сентября 1909 года.      

## Научная деятельность
Питер Барр специализировался на семенных растениях.  

## Научные работы
- Ye Narcissus or daffodyl flowre, and hys roots, with hys histoire and culture…: embellished with manie woodcuts (1884).
- Readings on the Lilies of the World (1901).